# Semiópera
Una semiópera (a veces, seudo ópera) es un género musical lírico barroco específicamente inglés del siglo XVII. En inglés se conoce con los términos Semi-opera, dramatic[k] opera y English opera.
Se trata de entretenimientos de la Restauración que combinaba obras habladas con episodios de mascarada (masque) con personajes que cantan y bailan. Normalmente incluía máquinas al estilo del espectáculo de la Restauración. Los primeros ejemplos fueron las adaptaciones shakespeareanas producidas por Thomas Betterton con música de Matthew Locke. Después de la muerte de Locke se produjo un segundo florecimiento de las semióperas con Henry Purcell, en particular El rey Arturo y La reina de las hadas. La semiópera recibió un golpe de muerte cuando el Lord Chambelán concedió licencia por separado para los dramas sin música y la nueva ópera italiana.
Las semióperas se interpretaban con papeles cantados, bailados y hablados. Cuando se escribía la música, era normalmente para momentos del drama inmediatamente posteriores a escenas de amor o aquellas que se refería a lo sobrenatural.
Se ha observado que varias de las "comedias" de Calderón con música de Juan Hidalgo de Polanco están más cercanos a la semiópera que a la zarzuela pastoral.

## Lista de semióperas inglesas
- Macbeth (1673) libreto de William Davenant a partir del Macbeth de Shakespeare; música de Matthew Locke
- The Tempest, or The Enchanted Island (1674) libreto de Thomas Shadwell a partir de la adaptación que John Dryden y William Davenant hicieron de la obra de Shakespeare La tempestad; música de Matthew Locke, Giovanni Battista Draghi y Pelham Humfrey
- Calisto, or The Chaste Nymph (1675) libreto de John Crowne; música de Nathaniel Staggins
- Psyche (1675) libreto de Thomas Shadwell; música de Matthew Locke
- Circe (1677) libreto de Charles Davenant; música de John Banister
- The Lancashire Witches and Tegue O'Divelly the Irish Priest (1681) libreto de Thomas Shadwell; música de John Eccles
- Albion and Albanius (1685) libreto de John Dryden; música de Louis Grabu
- Dioclesian (1690) libreto de Thomas Betterton a partir de la obra The Prophetess, de John Fletcher y Philip Massinger; música de Henry Purcell
- El rey Arturo (1691) libreto de John Dryden; música de Henry Purcell
- La reina de las hadas (1692) libreto anónimo a partir de la obra de Shakespeare El sueño de una noche de verano; música de Henry Purcell
- Macbeth (1695) libreto de William Davenant a partir de la obra de Shakespeare Macbeth; música de John Eccles y Godfrey Finger
- The Indian Queen (1695) libreto versión adaptada de la obra de Sir Robert Howard y John Dryden; música de Henry Purcell
- Brutus of Alba (1696) libreto anónimo; música de Daniel Purcell
- Cinthia and Endimion, or The Loves of the Deities (1696) libreto de Thomas d'Urfey; música de Daniel Purcell, Richard Leveridge, Jeremiah Clarke, Henry Purcell y David Underwood
- The World in the Moon (1697) libreto por Elkanah Settle; música de Daniel Purcell, Jeremiah Clarke and Henry Purcell
- Rinaldo and Armida (1698) libreto de John Dennis; música deJohn Eccles
- The Island Princess (1699) libreto de Peter Motteux, adaptado de obras de John Fletcher y Nahum Tate; música de Daniel Purcell, Richard Leveridge y Jeremiah Clarke
- The Grove, or Love's Paradise (1700) libreto de John Oldmixon; música de Daniel Purcell
- The Mad Lover (1700) libreto de Peter Motteux a partir de una obra de John Fletcher; música de John Eccles y Daniel Purcell
- Alexander the Great (1701) libreto anónimo a partir de The Rival Queens por Nathaniel Lee; música de Godfrey Finger y Daniel Purcell
- The Virgin Prophetess, or The Fate of Troy (1701) libreto de Elkanah Settle; música de Godfrey Finger
- The British Enchanters, or No Magic Like Love (1706) libreto de George Granville, Lord Lansdowne; música de John Eccles, Bartholomew Issack y William Corbett
- Wonders in the Sun, or The Kingdom of the Birds (1706) libreto de Thomas Durfey; música de John Smith, Samuel Akeroyde, John Eccles, Giovanni Battista Draghi, Lully y Durfey
- The Tempest (1712) libreto adaptado por Thomas Shadwell a partir de la versión Dryden-Davenant de la obra de Shakespeare; música posiblemente de John Weldon (durante mucho tiempo se atribuyó a Henry Purcell)